# Per Anger
Per Johan Valentin Anger, född 7 december 1913 i Kristine församling i Göteborg, död 25 augusti 2002 i Katarina församling i Stockholm, var en svensk diplomat.

## Biografi
Per Anger var son till gatudirektören David Anger och Elsa Anger (1885–1974), född Berglund, och brorson till Filip Anger. Släkten Anger flyttade från dåvarande Sals socken till dåvarande Angereds socken.
Per Anger växte upp i Göteborg och studerade sedan vid Stockholms högskola och Uppsala universitet. Efter juris kanidatexamen 1939 och militärtjänst anställdes han 1940 som attaché av Utrikesdepartementet (UD) och började arbeta vid legationen i Berlin i januari 1940. Han tjänstgjorde i Tyskland till juni 1941, i Budapest 1942–1946 och i Kairo 1946–1948, varefter han arbetade som andre sekreterare vid UD i Stockholm 1948 och förste sekreterare där 1949. Anger blev förste beskickningssekreterare i Paris 1953, i Wien 1955, beskickningsråd där 1957 och 1957–1961 var han byråchef vid UD i Stockholm. Han var generalkonsul i San Francisco 1961–1966, utrikesråd och chef för avdelningen för internationella biståndsärenden vid UD 1966–1969, senare sändebud i Canberra 1970–1975 och i Ottawa 1976–1979. Han gifte sig 1943 med Elena Wikström och fick med henne tre barn.
Under sin tjänstgöring vid svenska legationen i Budapest gjorde Per Anger en stor insats för att rädda judar undan förföljelse och dödshot av tyska och senare också av ungerska nazister. Han tog efter den tyska ockupationen i mars 1944 initiativ till utfärdande av svenska provisoriska pass och andra identitetshandlingar för ungerska judar med svensk anknytning. Sådana skyddspass delades ut frikostigt av honom och från juli 1944 kollegan Raoul Wallenberg, vilken byggde upp en mer omfattande räddningsorganisation inom ramen för den svenska legationen. Per Anger och fyra andra svenskar i Budapest, bland dem Nina och Valdemar Langlet (1965), fick för sin insatser den israeliska utmärkelsen Rättfärdig bland folken, 1980. Per Anger tilldelades 1995 ungersk Förtjänstorden (Magyar Érdemrend) för sina humanitära insatser, fick samma år Wallenbergmedaljen och utsågs år 2000 till hedersmedborgare i Israel. Svenska regeringen tilldelade år 2002 Per Anger Illis Quorum av åttonde storleken.
Efter krigsslutet krävde Anger att utrikesminister Östen Undén skulle se till att Raoul Wallenberg blev utväxlad mot sovjetiska spioner i Sverige, något som Undén vägrade. Per Anger hotade då att lämna utrikesförvaltningen, varpå Undén reagerade med att omplacera honom med att sköta luftfartsförhandlingar i stället för Wallenberg-ärendet. Under efterkrigstiden engagerade sig Anger på många sätt i efterforskningarna efter Wallenberg. Han ledde en regeringskommission för att efterforska hans öde men avsade sig uppdraget våren 1951 med hänvisning till sin uppfattning att regeringen inte agerade tillräckligt starkt gentemot Sovjetunionen i frågan. Tillsammans med Wallenbergs halvsyster Nina Lagergren arbetade han för att få regeringen att få klarhet om Wallenbergs öde. År 1979 utgav han en minnesbok om tiden i Budapest. År 1989 förmådde han Västtysklands kansler Helmut Kohl att telefonledes vädja till Michail Gorbatjov att ryssarna skulle släppa Wallenberg, och han uppvaktade senare också Gorbatjov personligen i Moskva.
Efter Angers bortgång genomförde miljöorganisationen Keren Kajemet en insamling i Sverige, varefter en skog i Israel uppkallades efter honom. År 2004 instiftade svenska regeringen till hans minne  Per Anger-priset för att främja humanistiska och demokratifrämjande insatser. Namnet Per Angers plats fastställdes av Göteborgs stads kulturnämnd genom beslut den 24 maj 2010 på förslag av namnberedningen för att hedra Per Angers minne. Makarna Anger är begravda på Norra begravningsplatsen utanför Stockholm.

## Utmärkelser
- Kommendör av första klass av Nordstjärneorden, 11 november 1972.[16]